# بیورن فلمینکس
بیورن فلمینکس (هلندی: Björn Vleminckx؛ زادهٔ ۱ دسامبر ۱۹۸۵) بازیکن فوتبال اهل بلژیک است.

## باشگاهی
از باشگاه‌هایی که در آن بازی کرده‌است می‌توان به باشگاه فوتبال ان. ئی. سی، باشگاه فوتبال اوستنده، باشگاه فوتبال مشلان، باشگاه فوتبال کلوب بروخه، و باشگاه ورزشی گنچلربیرلیغی اشاره کرد.

## تیم ملی
وی همچنین در تیم‌های ملی فوتبال تیم ملی فوتبال زیر ۱۹ سال بلژیک تیم ملی فوتبال زیر ۲۱ سال بلژیک بلژیک بازی کرده‌است.